# Kasper Karpiński
Kasper Karpiński (ur. ok. 1725, zm. 11 sierpnia 1797) – burmistrz, landwójt i rajca kielecki.
Urodził się około 1725 roku. Jako kielecki rajca notowany w latach 1772–1773 i 1788–1790, natomiast jako burmistrz w 1787 roku. W 1789 reprezentował miasto jako landwójt wraz z rajcą Stanisławem Solnickim na czarnej procesji w Warszawie. Dwa lata później (sierpień 1791 roku) był z kolei przedstawicielem miast poduchownych na zgromadzeniu miast wydziału sandomierskiego. Zajmował się handlem korzennym, szynkiem i rolnictwem. Posiadał kamienicę i plac przy ulicy Małej. Wielokrotnie występował w roli świadka na ślubach mieszczan. Dwukrotnie żonaty – najpierw z Marianną, później zaś z Franciszką Czarnecką (od 1795 roku). Miał troje dzieci.